# Summer Haesakkers
Summer Haesakkers (Fijnaart, 7 januari 2006) is een voetbalspeelster uit Nederland. Ze speelt als middenvelder voor Sparta Rotterdam in de Vrouwen Eerste divisie.

## Clubcarrière
In haar jeugdjaren speelde Haesakkers voor VV De Fendert in Fijnaart. Vanaf het seizoen 2019/20 maakte Haesakkers onderdeel uit van het team van Jong Feyenoord.
Op 31 januari 2024 maakte Haesakkers haar debuut voor Feyenoord in de Vrouwen Eredivisie in een met 2-1 verloren uitwedstrijd tegen Fortuna Sittard. In het seizoen 2024/25 kwam ze tot geen enkel optreden in de hoofdmacht van de Rotterdammers. Feyenoord maakte in mei 2025 bekend dat het aflopende contract van Haesakkers niet werd verlengd. Ze maakte de overstap naar stadsgenoot Sparta Rotterdam.

## Statistieken
| Seizoen | Club      | Competitie | Competitie | Competitie | Beker | Beker | Overig | Overig | Totaal | Totaal |
| Seizoen | Club      | Competitie | Wed.       | Dlp.       | Wed.  | Dlp.  | Wed.   | Dlp.   | Wed.   | Dlp.   |
| ------- | --------- | ---------- | ---------- | ---------- | ----- | ----- | ------ | ------ | ------ | ------ |
| 2023/24 | Feyenoord | Eredivisie | 2          | 0          | 0     | 0     | 0      | 0      | 2      | 0      |
| 2024/25 | Feyenoord | Eredivisie | 0          | 0          | 0     | 0     | 0      | 0      | 0      | 0      |
| Totaal  | Totaal    | Totaal     | 2          | 0          | 0     | 0     | 0      | 0      | 2      | 0      |

Laatste update: 4 juli 2025